# Eltioubiou
Eltioubiou (en russe : Эльтюбю, en karatchaï balkar : Эл-Тюбю) est un village du raïon de Tcheguem de la Kabardino-Balkarie, en Russie. Sa population s'élevait à 246 habitants au recensement de 2021.

## Géographie
Eltioubiou est située dans la république de Kabardino-Balkarie, un sujet de Ciscaucasie de la Russie. Le village se trouve dans le district fédéral du Caucase du Nord. Eltioubiou est l'une des localités du raïon de Tcheguem, une subdivision de la république dont le centre administratif est la ville de Tcheguem. Le village fait partie l'établissement rural du Haut Tcheguem, une municipalité du raïon.

## Démographie
Recensements (*) et estimations de la population,,:
| 2002 * | 2010* | 2021* | - |
| ------ | ----- | ----- | - |
| 337    | 296   | 246   | - |

Concernant la répartition ethnique, selon le recensement de 2002, il y avait 89 % de Balkars sur les 337 habitants du village.

## Culture locale et patrimoine
Le village possède un groupe de structures funéraires, datant des XIe – XVIIIe siècle, qui est classé comme objet patrimonial culturel de Russie d'importance fédérale sous le no 071520288460006 depuis 1960.